# Кордемка (деревня)
Кордемка (мар. Кӧрдем) — деревня в Оршанском районе Республики Марий Эл. Входит в состав Шулкинского сельского поселения.

## География
Находится в северной части республики Марий Эл на расстоянии приблизительно 25 км по прямой на восток от районного центра посёлка Оршанка.

## История
Основана в 1800 году переселенцами из слободы Кукарка Вятской губернии (ныне город Советск). В 1829 году в починке Кордем в 5 дворах проживали 42 человека, в 1848 году в 13 дворах проживали 115 человек, русские, в 1891 (уже деревня) 56 и 366, в 1926 100 дворов и 484 жителя. Большой отток населения произошёл во второй половине 1970-х годов. Тогда закрыли Кордемскую начальную школу, а также магазин, больницу, клуб. В 2004 году в деревне насчитывалось 16 домов, проживали только пенсионеры. В советское время работали колхозы «Путь к социализму», «Чирки».

## Население
Население составляло 19 человек (русские 47 %, мари 53 %) в 2002 году, 3 в 2010.